# Parki narodowe w Słowenii
Parki narodowe i regionalne w Słowenii – obszary prawnie chronione na terenie Słowenii, wyróżniające się szczególnymi wartościami przyrodniczymi.
W ramach działań ochrony przyrody w Słowenii utworzono 1 park narodowy – Triglavski narodni park, 3 parki regionalne, 34 parki krajobrazowe, 66 rezerwatów przyrody i ponad 1200 pomników przyrody, które pokrywają 13% terytorium Słowenii (stan na 2017 rok).

## Parki narodowe i regionalne
Poniższa tabela przedstawia słoweńskie parki narodowe i regionalne:
Nazwa parku – polska nazwa wraz z nazwą w języku słoweńskim;
 Rok utworzenia – rok utworzenia parku;
Powierzchnia – powierzchnia parku w km²;
Położenie – gmina;
Uwagi – informacje na temat statusu rezerwatu biosfery UNESCO, posiadanych certyfikatów, przyznanych nagród i wyróżnień międzynarodowych itp.
     Rezerwat biosfery UNESCO
| Lp. | Zdjęcie | Nazwa parku                   | Rok utworzenia | Powierzchnia (km²) | Położenie    | Uwagi |
| --- | ------- | ----------------------------- | -------------- | ------------------ | ------------ | --- |
| 1.  |         | Triglavski narodni park       | 1924 1981      | 839,82             | Gmina Bohinj | Rezerwat biosfery UNESCO od 2003 roku, należy do sieci Natura 2000, Europejski Dyplom dla Obszarów Chronionych                                                                                                  |
|     |         |                               |                |                    |              | |
| 1.  |         | Kozjanski regijski park       | 1981           | 206                |              | Rezerwat biosfery UNESCO od 2010 roku, należy do sieci Natura 2000 |
| 2.  |         | Regijski park Škocjanske jame | 1996           | 4,01               |              | Od 1986 roku Jaskinie Szkocjańskie znajdują się na liście światowego dziedzictwa UNESCO, Rezerwat biosfery UNESCO od 2004 roku, należy do sieci Natura 2000, park został wpisany na listę konwencji ramsarskiej |
| 3.  |         | Notranjski regijski park      | 2002           | 222                |              | Należy do sieci Natura 2000, część parku z jeziorem Cerkniško jezero wpisana na listę konwencji ramsarskiej |